# ألان إدواردز
ألان إدواردز (12 أبريل 1920 في نيوزيلندا - 18 أغسطس 1942) (بالإنجليزية: Allan Edwards)‏ هو لاعب كريكت نيوزلندي.

## وصلات خارجية
- ألان إدواردز على موقع إي آس بي آن كريك إنفو (الإنجليزية)